# جاسم الطويرجاوي
السيد جاسم الطويرجاوي، (1947م - 2020)، هو رجل دين مسلم وخطيب حسيني وواعظ معاصر عند الشيعة وشاعر وأديب عراقي لم يكمل دراسته الأكاديمية. ينتمي لعائلة العرد الموسوية.

## نسبه وولادته
هو السيد جاسم بن السيد عبد بن السيد عباس من السادة العرد، ولد عام 1947م في النجف.

## دراسته
درس السيد جاسم الدراستين الحوزوية والأكاديمية معًا، ولكن المنبر الحسيني لم يترك له مجال لكي يكمل دراسته، ففي الدراسة الأكاديمية وصل إلى المتوسطة، أما في الدراسة الحوزوية فقد درس في النجف الأشرف المقدمات، وكان من أبرز أساتذته الشيخ عز الدين الجزائري، والشيخ طه البصري، حيث كنت في مدرسة القوام ومدرسة الجزائري.

## تلقيبه بالطويرجاوي
كان قد عقد مجلس في كربلاء تحت قبة الحسين منذ عام 1962م وحتى عام 1980م وكان في البداية يقرأ في طويريج قبل أن يأتي إلى هذا المجلس في كربلاء فعندما كان يصل كانوا يقولون وصل الطويرجاوي وقد سار هذا الاسم عليّه.

## خطابته
ارتقى منبر الخطابة في سن العاشرة حتى صار ناعي الطف، حيث اشتهر بصوته الشجي وحفظه لمرثيات أهل البيت، فقد كان الشيخ حسين جواد يقرأ عند خواله فطلب السيد جاسم منه أن يعلمه القراءة، فقال له هل بإمكانك حفظ الشعر، فقال السيد نعم، وحفظه أول بيت من الشعر وهو:
وبالفعل حفظ هذه الأبيات وطلب منه أن يقرئها مقدمة قبل مجلسه، وقرأها، وكان عند السيد خالة تجيد كثيراً القراءة فلما سمعت بقراءة السيد خرجت تزغرد اعتزاز به، وبعدها بدأ بقراءة المقدمات لكثير من الخطباء.

## هجرته
بسبب الظروف السياسية في العراق في بداية عهد صدام حسين والتضييق على رجال الدين غادر الطويرجاوي إلى الكويت سنة 1980م وبعدها في عام 1990 توجه إلى إيران.
قرأ في سوريا، ولبنان، والسعودية، والكويت، والبحرين، وقطر، وإيران، وبريطانيا، وبدأ القراءة في المنبر الحسيني منذ عام 1957.

## وفاته
توفي الطويرجاوي في المستشفى الأميري بدولة الكويت بعدما دخله إثر تدهور حالته الصحية في فجر يوم الأحد 11 أكتوبر 2020، ونُقل إلى العراق بطائرة خاصة وشيّع ودفن يوم الاثنين 12 أكتوبر في الحرم الحسيني.
وقد عزي السيد صادق الشيرازي، والشيخ بشير النجفي، والسيد محمد تقي المدرسي، برحيله.

## وصلات خارجية
- لقاء مع السيد جاسم الطويرجاوي مكتبة الروضة الحيدرية.
- نموذج من خطابات السيد الطويرجاوي على يوتيوب.